# Buffalo
Buffalo ([výslovnost]: ˈbʌfəloʊ) je město ležící na západě státu New York ve Spojených státech amerických. Má 255 244 obyvatel (podle sčítání z roku 2020) a je tak druhým nejlidnatějším městem státu New York. Město leží na východním břehu Erijského jezera jižně od odtoku řeky Niagara. Niagarské vodopády jsou vzdálené přibližně 27 kilometrů severně od centra a kanadské největší město Toronto leží 95 km severozápadně od Buffala. Buffalo je sídelním městem kraje Erie County a centrem oblasti Buffalo-Niagara Falls metropolitan area.
Původ jména Buffalo je nejasný, ačkoliv podle nejznámější domněnky jde o zkomoleninu francouzského výrazu beau fleuve, neboli "krásná řeka". Tato domněnka je však lehce vyvratitelná při pohledu do literatury – francouzští průzkumníci totiž řeku Niagara označovali jako Rivière aux Chevaux, tedy "Koňská řeka". Další možností je, že název vznikl jako vzpomínka na místo, které se objevuje v příběhu o ukradeném koňském mase, které se vydávalo za bizoní. Ani tato pověst ovšem není doložena. Faktem ovšem zůstává, že se bizoni (anglicky buffalo) v oblasti nikdy nevyskytovali a že jméno Buffalo je odvozeno od nedalekého toku Buffalo Creek, který byl poprvé zaznamenán na mapě z let 1759–1760.

## Dějiny
Oblast byla původně osídlena původními obyvateli z tzv. neutrálního národa a později dobyta kmenem Seneků. Roku 1804 navrhl Joseph Ellicott, hlavní jednatel firmy Holland Land Company, pro město – jako jedno z mála v Americe – radiální síť ulic, rozpínající se od středu města. Během války v roce 1812 bylo město spáleno britskými jednotkami. 4. listopadu 1825 byl vybudován Erijský kanál a Buffalo se tak ocitlo na strategickém místě. Díky kanálu rostl význam oblasti, rozvíjel se obchod a rostl také počet obyvatelstva – roku 1832 se Buffalo s 10 tisíci obyvateli oficiálně stalo městem.
Během 40. let 19. století se přístav v Buffalu dále rozvíjel a roku 1843 zde byl zkonstruován první parou poháněný výtah na obilí, který urychloval překládku obilí z lodí z jezera na kanál a později na železnici. Při své inaugurační cestě se v Buffalu 16. února 1861 zastavil Abraham Lincoln. Během občanské války obyvatelstva v Buffalu neustále přibývalo, až roku 1865 dosáhlo město 94 210 obyvatel. Žila zde také početná afroamerická komunita, která se podílela na abolicionistickém hnutí. Město bylo na straně Unie a kromě vojáků přispívalo také výrobou válečného materiálu.
Na konci 19. století si město vysloužilo přezdívku město světel, neboť bylo prvním americkým městem s veřejným osvětlením (1881). Elektrická energie se vyráběla z vodní energie z řeky Niagara. Dále zde vzkvétal automobilový průmysl a v roce 1901 se v Buffalu konala panamerická výstava.
20. léta 20. století byla obdobím urbanistického rozmachu – roku 1927 byl postaven most Peace Bridge, spojující Buffalo s kanadským Fort Erie, ležícím na druhém břehu jezera, a o dva roky později bylo dokončeno hlavní nádraží Buffalo Central Terminal.
Druhá světová válka znamenala pro město období prosperity, a to díky jeho průmyslovému charakteru. Avšak s otevřením průplavu Svatého Vavřince  v roce 1957 se ekonomika města zhoršila a nastalo období deindustrializace. Ekonomická situace se pochopitelně odrazila i v úbytku obyvatelstva. Začátek 21. století ale pro město vypadá příznivě – turistický ruch je podporován výstavbou nových hotelů a za zmínku stojí i rozvoj centra, především kulturní akce v okolí Elmwood Avenue.

## Podnebí
Buffalo má poměrně vlhké kontinentální klima, které je ovšem značně ovlivněné klimatem Velkých jezer. Zimy jsou obvykle dlouhé, obvykle od poloviny listopadu do poloviny března, se sněhovou pokrývkou od prosince do začátku března. Město zažilo několik velkých sněhových bouří, nejznámější jsou z roku 1977 a z října 2006. Na druhou stranu má město nejslunečnější a nejsušší léta na severovýchodě Spojených států. Jezero Erie ovlivňuje letní počasí tak, že tvoří lehký vánek, díky kterému teplota nikdy nevystoupí nad 37 °C.

## Demografie
Podle sčítání lidu z roku 2010 zde žilo 261 310 obyvatel.

### Rasové složení
- 50,4% Bílí Američané
- 38,6% Afroameričané
- 0,8% Američtí indiáni
- 3,2% Asijští Američané
- 0,0% Pacifičtí ostrované
- 3,9% Jiná rasa
- 3,1% Dvě nebo více ras

Obyvatelé hispánského nebo latinskoamerického původu, bez ohledu na rasu, tvořili 10,5% populace.

## Sport
V Buffalu má sídlo hokejový tým NHL Buffalo Sabres.
Je zde také tým amerického fotbalu Buffalo Bills, který hraje ve městě Orchard Park.
V letech 2011 a 2018 se zde konalo Mistrovství světa juniorů v ledním hokeji.

## Kultura a hudba

### Buffalo Philharmonic Orchestra

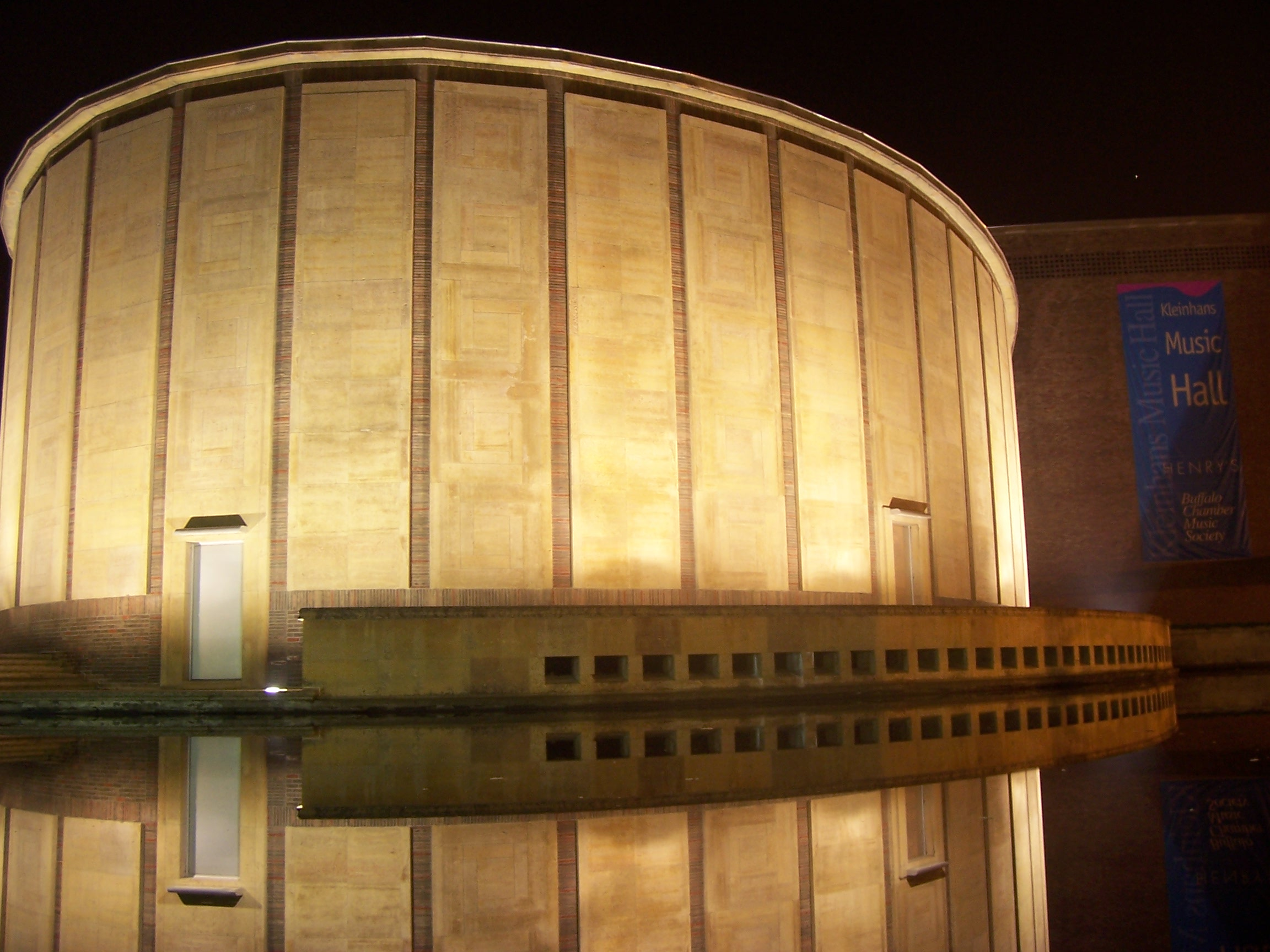
Kleinhans Music Hall

Buffalo Philharmonic Orchestra je americký symfonický orchestr se sídlem v Buffalu. Jeho hlavním působištěm je Kleinhans Music Hall, jejíž akustika je ceněna a která je národní historickou památkou.
Orchestr založili Cameron Baird, Frederick Slee a Samuel P. Capen v roce 1934. V roce 1998 se hudební ředitelkou Buffalo Philharmonic Orchestra stala JoAnn Falletta.
Mezi předchozí hudební ředitele Buffalské filharmonie patřili William Steinberg, Josef Krips, Lukas Foss, Michael Tilson Thomas, Semyon Bychkov och Maximiano Valdés. Dalšími slavnými  dirigenty, kteří orchestr řídili, byli Leonard Bernstein, Igor Stravinsky, Ralph Vaughan Williams, Sir Neville Marriner a Henry Mancini. Pod vedením JoAnn Falletty získal orchestr v roce 2009 nominace na cenu Grammy a několik ocenění Grammyy za "Nejlepší skladbu moderní vážné hudby". Mezi sólisty, kteří s BPO vystupovali, patří Van Cliburn, Renée Fleming, André Watts, Beverly Sills, Plácido Domingo, Yo-Yo Ma, Anne-Sophie Mutter, Joshua Bell, a Midori.

### Nickel City Opera

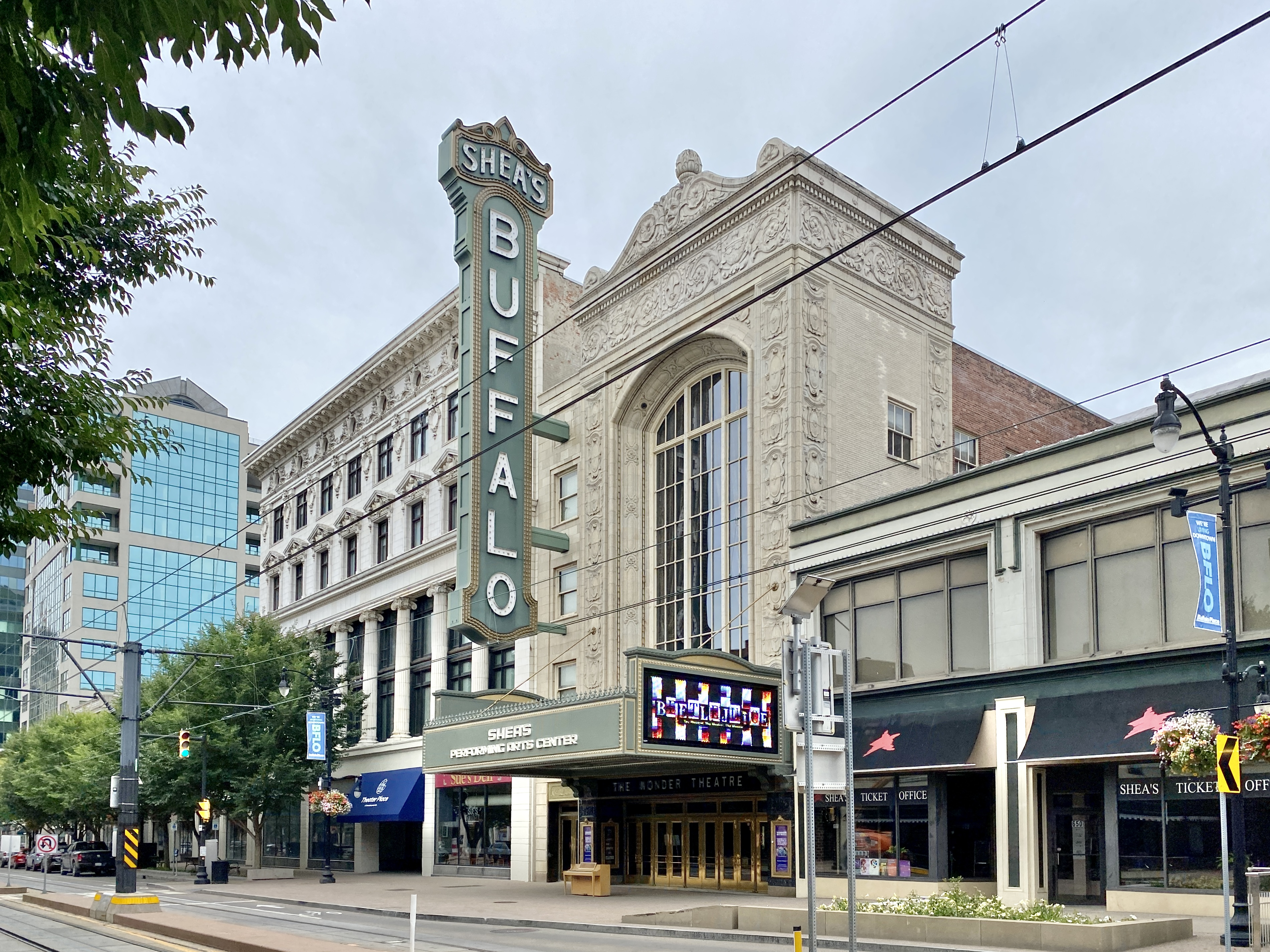
Shea's Performing Arts Center

Nickel City Opera (známá také jako NC Opera Buffalo nebo NCO) je americká opera v Buffalu. Nickel City Opera je dnes jednou z předních oper v USA a se svým sídlem a hlavní scénou v Shea's Performing Arts Center s více než 3 000 místy je jedním z největších operních domů na světě. NCO založil v roce 2004 Valerian Ruminski. Od té doby si Nickel City Opera nejen objednává nové opery, ale uvádí i světové premiéry významných děl.
NCO spolupracuje s filharmonickým orchestrem Buffalo Philharmonic Orchestraa společně uvádí širokou škálu děl od baroka 18. století a belcanta 19. století přes minimalismus 20. století až po moderní opery 20. a 21. století. Tyto opery jsou uváděny v inscenacích, jejichž styl se pohybuje od propracované tradiční výpravy až po moderní koncepční design. V letech 2017–2021 byl pak hudebním ředitelem a šéfdirigentem Němec Matthias Manasi.
NCO sídlí v Shea's Performing Arts Center (3 019 míst) v divadelní čtvrti Buffalo Theatre District v centru Buffala. Shea's Performing Arts Center navrhla známá chicagská firma "Rapp and Rapp". Opera byla navržena ve stylu evropských operních domů a pyšní se dekoracemi kombinujícími francouzské a španělské baroko a rokoko. Interiér navrhl světoznámý designér a umělec Louis Comfort Tiffany a většina prvků se zachovala dodnes. Původně zde bylo téměř 4 000 míst, ale ve 30. letech minulého století byl počet míst snížen na současných 3 019. Důvodem bylo v neposlední řadě zvětšení prostoru pro orchestr díky zvětšení orchestřiště.

## Slavní rodáci
- Herman Hollerith (1860–1929), americký statistik, matematik a informatik a vynálezce
- Frances Clevelandová (1864–1947), manželka 22. prezidenta USA Grovera Clevelanda, první dáma USA v letech 1886–1889 a 1893–1897
- Jeffrey DeMunn (* 1947), americký herec
- Christine Baranski (* 1952), americká herečka
- John G. Roberts (* 1955), americký právník, od roku 2005 úřadující předseda Nejvyššího soudu USA
- Lex Luger (* 1958), americký bývalý profesionální wrestler
- Kyle Chandler (* 1965), americký herec
- David Boreanaz (* 1969), americký herec
- Chad Michael Murray (* 1981), americký herec
- Nick Foligno (* 1987), americký hokejový útočník
- Patrick Kane (* 1988), americký hokejový útočník, trojnásobný držitel Stanley Cupu
- Jessica Pegulaová (* 1994), americká profesionální tenistka

## Fotogalerie

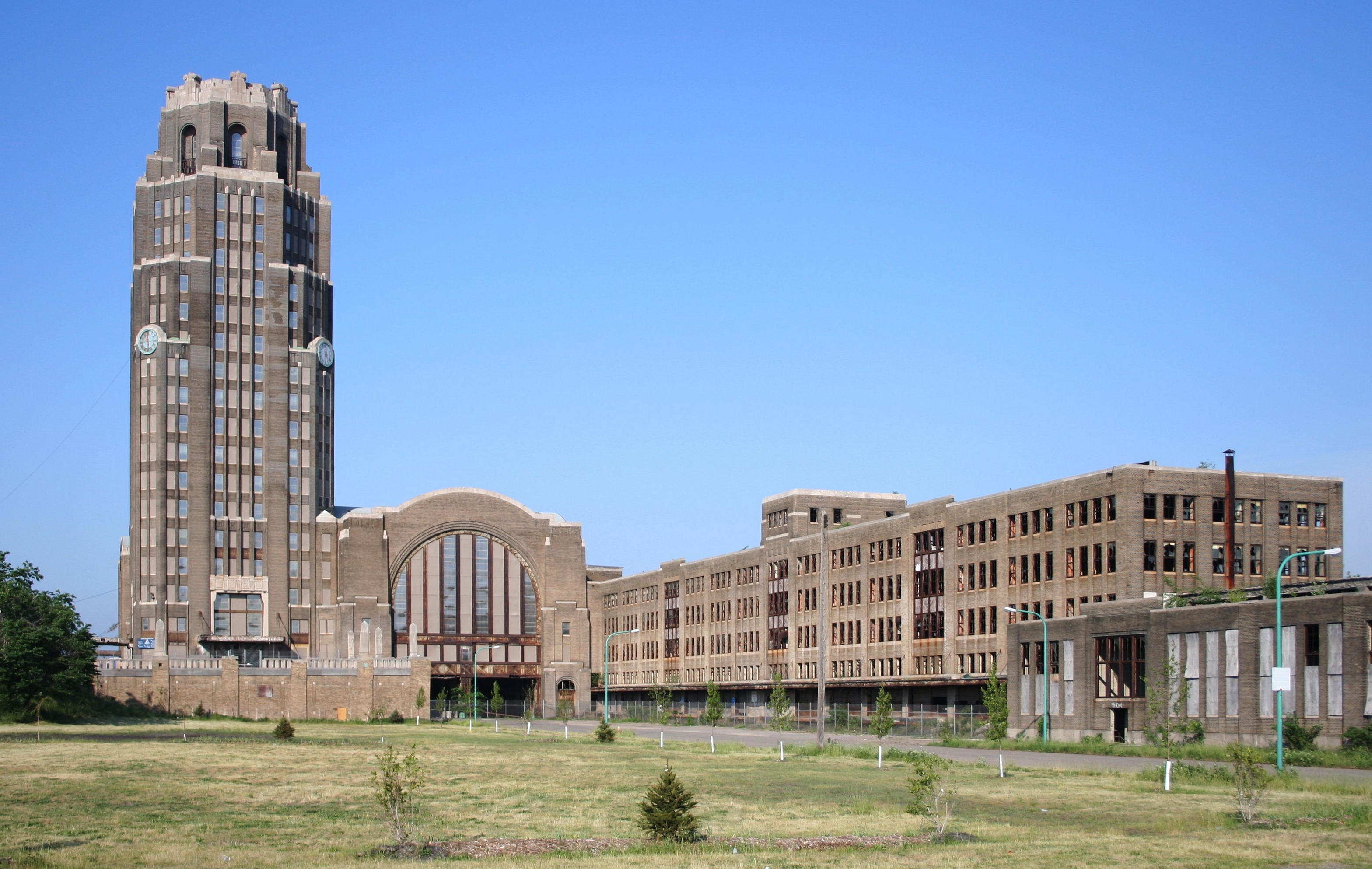
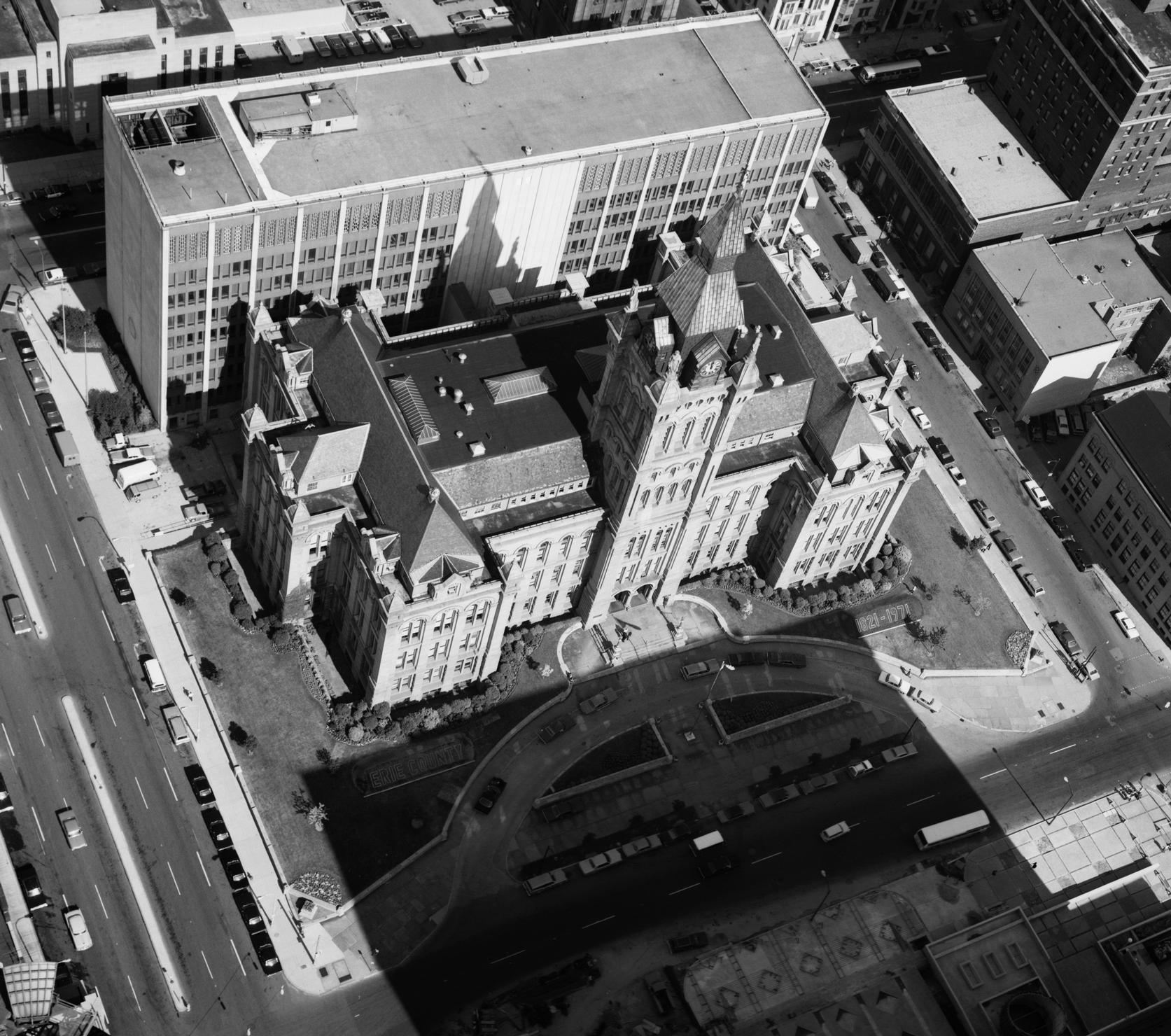
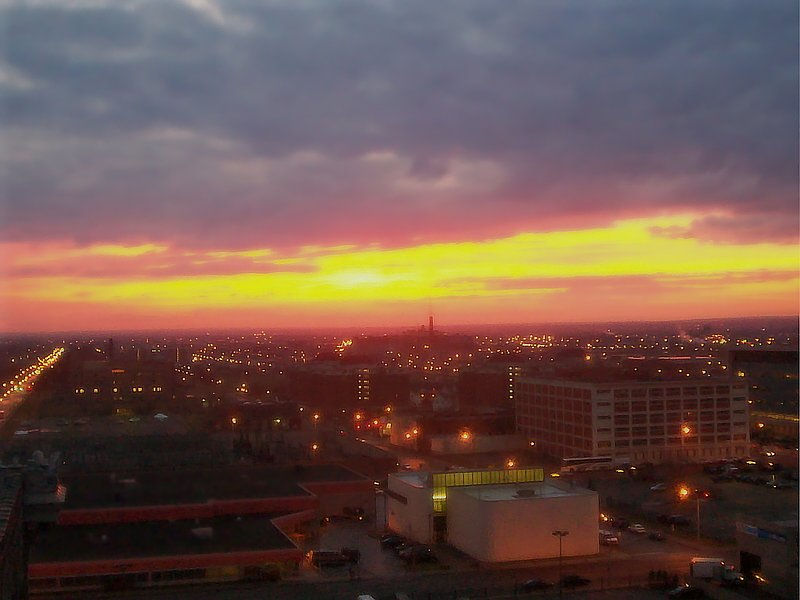
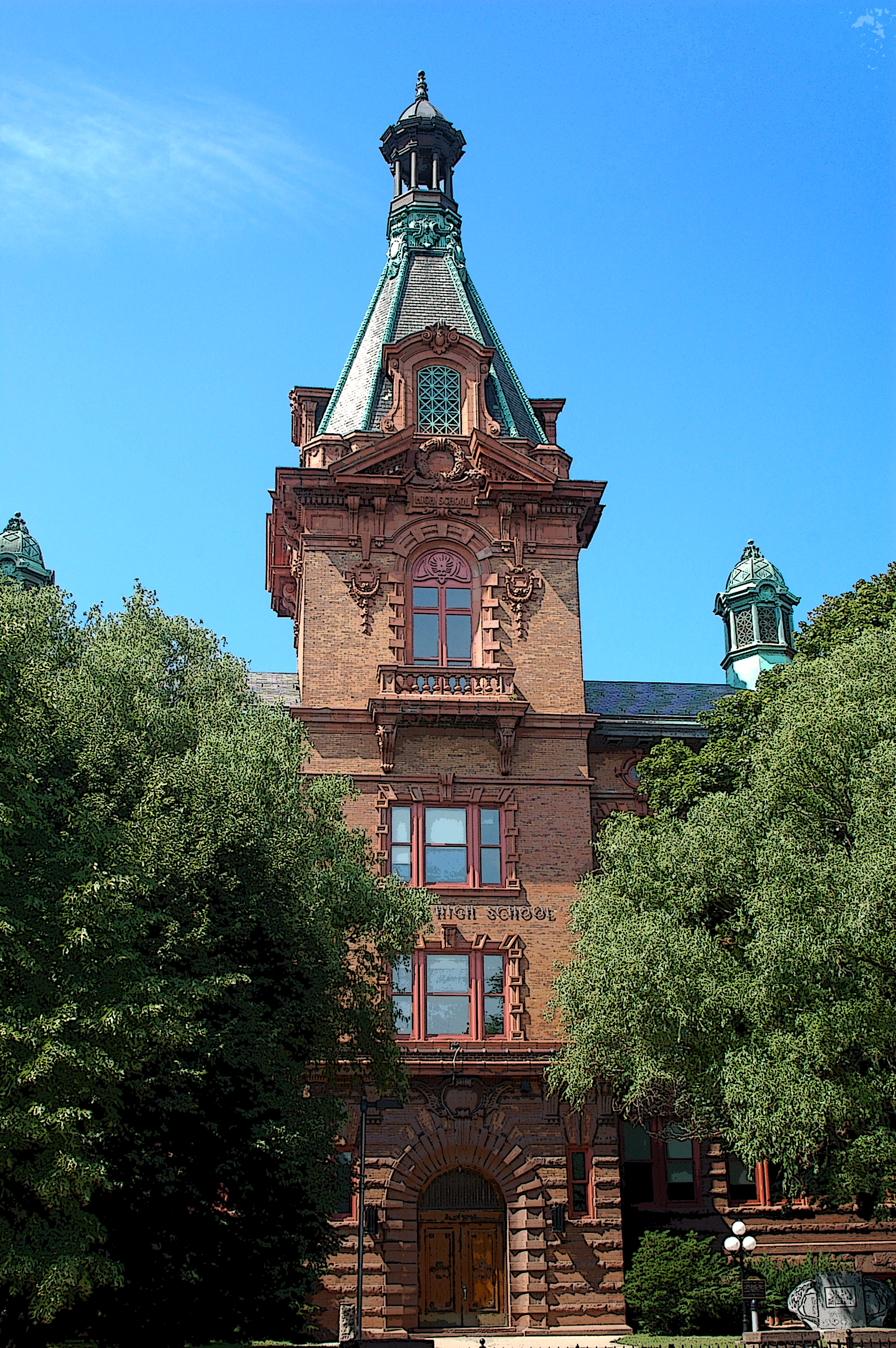

## Partnerská města
- Abuja, Nigérie (2004)
- Baní, Dominikánská republika (2011)
- Bursa, Turecko (2010)
- Cape Coast, Ghana (1976)
- Čchang-čou, Čína
- Dortmund, Německo (1972)
- Drohobyč, Ukrajina (2000)
- Horlivka, Ukrajina (2007)
- Jongčchon, Jižní Korea (2011)
- Kanazawa, Japonsko (1962)
- Kirjat Gat, Izrael (1977)
- Lille, Francie (2000)
- Muhanga District, Rwanda (2011)
- Řešov, Polsko (1975)
- Saint Ann's Bay, Jamajka (2007)
- Siena, Itálie (1961)
- Torremaggiore, Itálie (2004)
- Tver, Rusko (1989)